# Not For Broadcast
Not For Broadcast ist ein 2022 veröffentlichtes Simulations-Computerspiel des britischen Entwicklers NotGames und Publishers tinyBuild. Das für PC und Konsolen erschienene Spiel setzt in seiner Erzähltechnik stark auf Full Motion Videos. Der Spieler schlüpft in die Rolle eines Fernsehproduzenten, der in einem fiktiven, autoritären Staat das Programm eines Staatssenders beeinflusst.
Not for Broadcast wurde positiv von der Kritik aufgenommen und für sein Gameplay gelobt, während die Erzählung mitunter verwirrend sei.

## Handlung
Das Spiel ist eine Dystopie der 1980er Jahre in einem fiktiven europäischen Staat, der an das Vereinigte Königreich angelehnt ist. Der Spieler schlüpft in die Rolle von Alex Winston, der als Produzent im Kontrollraum der Sendung National Nightly News tätig ist. Über ein Schaltbord kontrolliert er, was die Menschen im Fernsehen zu sehen bekommen. Im Verlauf des Spiels verschärfen die Regierung und Verantwortlichen des Senders die Situation immer weiter, sowohl was die Ereignisse als auch die Repressalien angeht. Der Spieler in der Rolle von Winston kann die Nachrichten im Sinne des Regimes zensieren und dafür belohnt werden oder alternativen für die Wahrheit kämpfen und selbst mit den Repressionen leben.

## Veröffentlichung
Am 11. Dezember 2019 wurde ein kostenfrei spielbarer Prolog von etwa 25 Minuten Spieldauer veröffentlicht. Am 30. Januar 2020 ging die Entwicklungsphase in ein Early-Access-Modell über, womit das Spiel trotz unfertigem Zustand bereits erworben und gespielt werden konnte. Während dieser Phase wurden über 300.000 Lizenzen verkauft. Am 25. Januar 2022 wurde Not For Broadcast schließlich offiziell veröffentlicht und war zu diesem Zeitpunkt das Computerspiel mit dem meisten Full-Motion-Video-Material. Am 23. März 2023 erschien das Spiel für die Konsolen PlayStation 4, PlayStation 5, Xbox One und Xbox Series, der vierte und letzte DLC The Timeloop wurde am 29. August 2024 veröffentlicht.

## Rezeption
Laut Metacritic erhielt Not For Broadcast „überwiegend positive“ Kritik. Der Wertungsaggregator kombinierte elf Testurteile der Computerspielpresse zu insgesamt 82 von 100 Punkten für die PC-Version. Laut OpenCritic empfehlen 88 Prozent der Rezensenten das Spiel.
Das Spiel wurde unter anderem beim Indie Live Expo Award die Auszeichnung Theme of the Year Award verliehen. Deutschlandfunk Nova urteilte: „Das Spiel ist eine bitterböse Politsatire, in dem die Spielmechanik aber auch gut zeigt: Du bist ein Rädchen in diesem System, du musst hier schon kreativ werden, um die Regeln zu brechen und etwas zu verändern, ohne gleich gefeuert zu werden.“ Der Spiegel schrieb: „Was bekommen die Menschen zu sehen – und was nicht? Wer das entscheidet, hat viel Macht und Verantwortung. Die Propaganda-Simulation "Not For Broadcast" will das spielerisch erfahrbar machen.“

“This high-pressure propaganda sim can’t stop getting silly”

„Diese Propaganda-Simulation mit hohem Druck kann nicht aufhören, albern zu werden“

“This is a story-driven game about consequences, which in this version has very few to speak of. Best to wait until Not For Broadcast leaves early access before jumping into the producer’s seat.”

„Es handelt sich um ein Spiel mit einer Geschichte und Konsequenzen, von denen es in dieser Version nur sehr wenige gibt. Am besten wartest du, bis Not For Broadcast den Early Access verlässt, bevor du dich auf den Produzentenstuhl setzt.“